# Royal Natal nationalpark
Royal Natal nationalpark är en nationalpark som ligger i provinsen KwaZulu-Natal i Sydafrika. Den är 80,94 km² (8094 hektar) stor och ingår i uKhahlamba Drakensberg Park som är ett världsarv. Parken gränsar mot Lesotho och Fristatsprovinsen.
Parkens huvudsakliga kännetecken är Drakensberg amfiteater, en klippvägg som är fem kilometer lång och cirka en kilometer hög, bergskedjan Mont-aux-Sources, där Oranjefloden och Tugelafloden har sina källor, samt Tugelafallen som är världens näst högsta vattenfall.
Parken grundades år 1916 men fick sitt nuvarande namn år 1947 när brittiska kungafamiljen besökte parken.